# Tour du Vaucluse
Le Tour du Vaucluse est une ancienne course cycliste française, disputée dans le département de Vaucluse. C'était une course en ligne organisée à Cavaillon de sa création en 1923 à 1960. Il a ensuite eu lieu sous forme de course par étapes de 1965 à 1998. Avant 1978 la course disputée en deux (1965) puis trois étapes (à partir de 1966) était devenue internationale "amateurs" : Italiens, Polonais et Allemands "de l'Est" en font un de leurs terrains d'exercices familier.

## Palmarès
| Année             | Vainqueur             | Deuxième              | Troisième                 |
| ----------------- | --------------------- | --------------------- | ------------------------- |
| Course en ligne   |                       |                       |                           |
| 1923              | Romain Bellenger      | José Pelletier        | Joseph Curtel             |
| 1924              | Maurice Ville         | Jean Hillarion        | Gaston Ducerisier         |
| 1925-1929         | pas disputé           |                       |                           |
| 1930              | Louis Gras            | Maxime Calamel        | Ernest Neuhard            |
| 1931              | Maxime Calamel        | Henri Bergerioux      | Marius Guiramand          |
| 1932              | Maxime Calamel        | Giuseppe Cassin       | Georges Speicher          |
| 1933              | Georges Speicher      | Max Bulla             | Louis Hardiquest          |
| 1934              | Jean Bidot            | Maurice Archambaud    | Edoardo Molinar           |
| 1935              | Jean Bidot            | Léon Level            | Maxime Calamel            |
| 1936              | Ettore Molinaro       | Fabien Galateau       | Luigi Barral              |
| 1937              | Giuseppe Cassin       | Henri Puppo           | Adrien Buttafocchi        |
| 1938              | Nello Troggi          | Amédée Rolland        | Georges Naisse            |
| 1939              | Dante Gianello        | Fermo Camellini       | Pierre Lorino             |
| 1940              | pas disputé           |                       |                           |
| 1941              | Domenique Zanti       | Pierre Canavèse       | Paul Neri                 |
| 1942-1950         | pas disputé           |                       |                           |
| 1951              | Raoul Rémy            | Antonin Rolland       | Robert Chapatte           |
| 1952              | José Pérez Llácer     | Siro Bianchi          | Antonin Rolland           |
| 1953              | Antonin Canavèse      | Antonin Rolland       | Francis Anastasi          |
| 1954              | Raymond Elena         | André Payan           | Siro Bianchi              |
| 1955              | Russell Mockridge     | Raoul Rémy            | Antonin Canavèse          |
| 1956              | Lucien Fliffel        | Guy Carle             | Marcel Ferri              |
| 1957              | Jean Dotto            | Gérard Bousquet       | Henry Anglade             |
| 1959              | Max Cohen             | Alcide Vaucher        | Fernand Lamy              |
| 1960              | René Fournier         | Anatole Novak         | Siro Bianchi              |
| Course par étapes |                       |                       |                           |
| 1965              | Marcel Ferri          | Alain Escudier        | Cenari                    |
| 1966              | Francis Ducreux       | Serge Bolley          | Marcel Ferri              |
| 1967              | Paul Gutty            | Joseph Carrara        | Roger Giorgetti           |
| 1968              | Pierre Martelozzo     | Paul-Louis Combes     | Yves Rault                |
| 1969              | Pierre Martelozzo     | Vittorio Cumino       | Francis Rigon             |
| 1970              | Mario Corti           | Giuseppe Maffeis      | Franco Baroni             |
| 1971              | Giuseppe Maffeis      | Claude Mazeaud        | Mario Corti               |
| 1972              | pas disputé           |                       |                           |
| 1973              | Stanisław Szozda      | Fernando Plaza        | Ryszard Szurkowski        |
| 1974              | Jan Brzezny           | Tadeusz Mytnik        | B. Kierczyński            |
| 1975              | Patrick Marette       | Henri Berthillot      | François Indalecio        |
| 1976              | Hans-Joachim Hartnick | Tadeusz Mytnik        | Nentcho Staykov           |
| 1977              | Bernd Drogan          | Giovanni Fedrigo (es) | Tadeusz Mytnik            |
| 1978              | Michel Laurent        | Mariano Martínez      | Pierre-Raymond Villemiane |
| 1979              | Czesław Lang          | Zdeňek Benaček        | Alain De Carvalho         |
| 1980              | Michel Laurent        | Robert Millar         | Jean-François Rodriguez   |
| 1981              | Michel Laurent        | Bernard Thévenet      | Alain De Carvalho         |
| 1982              | Éric Caritoux         | Laurent Fignon        | Urs Zimmermann            |
| 1983              | Denis Roux            | André Chappuis        | Gilles Mas                |
| 1984              | Philippe Chevallier   | Davide Cassani        | Éric Salomon              |
| 1985              | Jean-Jacques Philipp  | Philippe Casado       | Hervé Doueil              |
| 1986              | Jérôme Simon          | Laurent Fignon        | Uwe Ampler                |
| 1987              | Pascal Simon          | Uwe Ampler            | Laurent Fignon            |
| 1988              | Charly Mottet         | Claude Criquielion    | Jan Schur                 |
| 1989              | Steven Rooks          | Pascal Lance          | Éric Caritoux             |
| 1990              | Atle Kvålsvoll        | Thierry Bourguignon   | Luc Leblanc               |
| 1991              | Miguel Indurain       | Fabrice Philipot      | Luc Roosen                |
| 1992              | Robert Forest         | Orlando Rodrigues     | Dimitri Zhdanov           |
| 1993              | Thierry Bourguignon   | Pascal Hervé          | Jean-Christophe Currit    |
| 1994              | Blaise Chauvière      | František Trkal       | Jens Zemke                |
| 1995              | Fabrizio Guidi        | Jean-Christophe Bloy  | Claude Lamour             |
| 1996              | Fabrizio Guidi        | Marco Vergnani        | Maurizio De Pasquale      |
| 1998              | Benoît Salmon         | Artūras Kasputis      | Daniel Schnider           |